# Cinnyris hofmanni
El suimanga de Hofmann (Cinnyris hofmanni) es una especie de ave paseriforme de la familia Nectariniidae endémica de Tanzania. Anteriormente se consideraba una subespecie del Suimanga de Shelley.

## Distribución y hábitat
Se encuentra únicamente en el este de Tanzania.